# 黃印
黃印（1449年—？），字廷章，廣東廣州府新會縣人，軍籍，明朝政治人物。

## 生平
成化十九年（1483年）癸卯科廣東鄉試第三十四名舉人，二十三年（1487年）中式丁未科會試第六十一名，三甲第一百六十七名進士。曾官浙江黄岩县知县，弘治十四年（1501年）奉命修宋丞相杜范墓，并立祠祭祀。

## 家族
曾祖黃日新；祖父黃勝護；父黃奎，母李氏。具庆下。